# Óscar Whalley
Óscar Whalley (Zaragoza, 29 de março de 1994) é um futebolista profissional espanhol que atua como goleiro.

## Carreira
Óscar Whalley começou a carreira no Real Zaragoza.